# Rhiana Gunn-Wright
 (septembre 2022).
 (septembre 2022).
La mise en forme du texte ne suit pas les recommandations de Wikipédia : il faut le « wikifier ».
Les points d'amélioration suivants sont les cas les plus fréquents. Le détail des points à revoir est peut-être précisé sur la page de discussion.
- Les titres sont pré-formatés par le logiciel. Ils ne sont ni en capitales, ni en gras.
- Le texte ne doit pas être écrit en capitales (les noms de famille non plus), ni en gras, ni en italique, ni en « petit »…
- Le gras n'est utilisé que pour surligner le titre de l'article dans l'introduction, une seule fois.
- L'italique est rarement utilisé : mots en langue étrangère, titres d'œuvres, noms de bateaux, etc.
- Les citations ne sont pas en italique mais en corps de texte normal. Elles sont entourées par des guillemets français : « et ».
- Les listes à puces sont à éviter, des paragraphes rédigés étant largement préférés. Les tableaux sont à réserver à la présentation de données structurées (résultats, etc.).
- Les appels de note de bas de page (petits chiffres en exposant, introduits par l'outil «  Source ») sont à placer entre la fin de phrase et le point final[comme ça].
- Les liens internes (vers d'autres articles de Wikipédia) sont à choisir avec parcimonie. Créez des liens vers des articles approfondissant le sujet. Les termes génériques sans rapport avec le sujet sont à éviter, ainsi que les répétitions de liens vers un même terme.
- Les liens externes sont à placer uniquement dans une section « Liens externes », à la fin de l'article. Ces liens sont à choisir avec parcimonie suivant les règles définies. Si un lien sert de source à l'article, son insertion dans le texte est à faire par les notes de bas de page.
- La présentation des références doit suivre les conventions bibliographiques. Il est recommandé d'utiliser les modèles {{Ouvrage}}, {{Chapitre}}, {{Article}}, {{Lien web}} et/ou {{Bibliographie}}. Le mode d'édition visuel peut mettre en forme automatiquement les références.
- Insérer une infobox (cadre d'informations à droite) n'est pas obligatoire pour parachever la mise en page.

Pour une aide détaillée, merci de consulter Aide:Wikification.
Si vous pensez que ces points ont été résolus, vous pouvez retirer ce bandeau et améliorer la mise en forme d'un autre article.
 (septembre 2022).
Pour les articles homonymes, voir Gunn et Wright.
Rhiana Gunn-Wright, née en 1988, est une politologue et militante climatique américaine. 
Elle est aujourd'hui directrice de la politique climatique au Roosevelt Institute. 
Elle a travaillé avec Alexandria Ocasio-Cortez en tant qu'autrice du Green New Deal. Gunn-Wright a fait ses études à Yale avant d'obtenir la Bourse Rhodes à l'université d'Oxford en 2013.

## Jeunesse et éducation
Rhiana Gunn-Wright grandit à Englewood dans le South Side de Chicago, où la population locale est plus susceptible de souffrir d'asthme en raison de la pollution,. 
Elle est élevée par sa mère et sa grand-mère. À l'âge de quatorze ans, Gunn-Wright déménage et entre à l'Illinois Mathematics and Science Academy à Aurora. Son asthme disparaît peu après. 
Gunn-Wright fréquente l'université Yale pour son diplôme de premier cycle, se spécialise en études afro-américaines et obtient son diplôme avec mention en 2011,.
Pendant ses études, elle travaille avec la communauté de New Haven, aidant au Polly McCabe Center consacré aux adolescentes enceintes, centre qui propose des cours d'éducation parentale et des soins de santé aux jeunes mères. 
Elle s'inspire de l'initiative New Haven Promise pour briser le « cycle du désavantage ». 
Elle rejoint l'Institute for Women's Policy Research en tant que chercheuse, après son diplôme. Elle travaille aux côtés de Heidi Hartmann sur le sujet des congés de maternité payés. En 2013, Gunn-Wright est sélectionnée comme lauréate de la bourse Rhodes de l'université d'Oxford, où elle étudie la politique sociale,,.

## Recherche et carrière
Après avoir obtenu son diplôme, Gunn-Wright devient stagiaire auprès de Michelle Obama. 
Elle est nommée responsable politique de la campagne d'Abdul El-Sayed pour le poste de gouverneur du Michigan. Lorsqu'il lui demande de se joindre à sa campagne, elle lui demande : « Êtes-vous sûr ? Parce que tu es très musulman et je suis très noire, et c'est le Michigan. » Pour El-Sayed, elle définit un programme politique comprenant un accès à Internet financé par l'État et un usage d'énergie renouvelables uniquement d'ici 2030.
Gunn-Wright est appelée par l'équipe de campagne d'Alexandria Ocasio-Cortez à rejoindre New Consensus, un groupe de réflexion défendu par Ocasio-Cortez à Washington, DC,. 
Pendant un certain temps, New Consensus travaille avec le mouvement Sunrise à l'élaboration d'un programme de politique environnementale et avec les Justice Democrats à l'identification de nouveaux candidats progressistes. Les Justice Democrats ont aidé Ocasio-Cortez à mener sa campagne. 
New Consensus nomme Gunn-Wright directrice des politiques. Elle travaille avec Desmond Drummer sur le Green New Deal,. 
Pour Gunn-Wright, la politique climatique a toujours été liée à la justice sociale. Par exemple, plus d'un million d'Afro-Américains vivent à un demi-mille d'une installation pétrolière et gazière, et six millions vivent dans le même comté qu'une raffinerie. 
Elle a créé un « bureau de mobilisation pour le climat », avec lequel elle travaille sur la politique du changement climatique. 
Gunn-Wright a demandé que l'Advanced Research Projects Agency–Energy (ARPA-E) soit aussi généreusement financée que la DARPA, et que soit créée une banque verte qui offrira un financement aux communautés qui n'ont pas accès à l'eau potable ou aux transports. 
Le Green New Deal comprend un plan pour une énergie 100 % renouvelable, des émissions nettes nulles de gaz à effet de serre, des emplois durables et des soins de santé de haute qualité,. 
Elle a été impliquée dans les mairies d'Ocasio-Cortez et de la mairie du climat de CNN,. 
Gunn-Wright est apparue dans le film documentaire de Rachel Lears de 2022, To the End, qui se concentre sur les effets du changement climatique. Le film est projeté pour la première fois au Festival du film de Sundance 2022 , et a été présenté au Festival du film de Tribeca en juin 2022.
Elle a écrit pour The Guardian ; elle a été incluse dans la liste du magazine Time des meilleures femmes luttant pour mettre fin au changement climatique. 
Gunn-Wright était signataire de la campagne Women Lead Climate.